# 던지네스게
던지네스게(영어: Dungeness crab)는 은행게과 던지니스게속에 딸린 게 종으로, 던지네스게속의 모식종이다. 북아메리카 서해안(태평양 해안)의 거머리말밭 속에 서식한다. 갑각 크기가 20 센티미터까지 자라며, 대중적인 해물요리 재료로 사용된다. 이름의 "던지니스"란 워싱턴주 던지네스항을 의미한다.